# Уна (вельможа)
Уна (егип. Wnj) — древнеегипетский военачальник, служивший в эпоху VI династии Древнего царства (ок. 2400—2250 годы до н. э.) при фараонах Тети, Пиопи I и Меренра I.

## Биография
Родился Уна при фараоне Унисе в влиятельной семье визиря Юу.
Придворную карьеру он начал при Тети — был финансовым чиновником и царским лесничим. С приходом ко власти Пиопи І в качестве судьи Уна занимался расследованием заговора против фараона, в организации которого обвинялась одна из жён Пиопи — царица Уретхетес.
В то же время Уна делал успешную военную карьеру. Его умения и талант в военном искусстве не только сделали его военачальником всей египетской армии, он ещё и получил право лично руководить сражениями — привилегия, обычно доступная лишь фараону. Провёл реорганизацию армии, причём некоторые из его реформ сохранились вплоть до эпохи Нового царства. Он первым рекрутировал в состав армии нубийцев, создал отряды лучников, укрепил дисциплину, чтоб прекратить бесконтрольное разграбление завоёванных территорий.
Египетское ополчение, собранное Уной, совершило завоевательный поход на азиатскую страну «тех, кто на песке» («хернуша»). Уна пять раз водил ополчение усмирять восставшую страну.
В его автобиографии впервые упоминаются меджаи.
Позднее, при фараоне Меренра І был назначен правителем Верхнего Египта. Помимо прочего известно, что Меренра отправил Уну в гранитные каменоломни в область Ибхат (выше вторых порогов), чтобы добыть саркофаг и красивую облицовку для своей пирамиды. Затем Меренра поручил Уне установить непрерывное водное сообщение с гранитными каменоломнями в обход первых порогов, что тот и выполнил посредством пяти каналов.

## Гробница
Мастабу Уны (30 х 30 м) в некрополе Абидоса впервые обнаружил в 1860 году Огюст Мариет. Позже она была вновь найдена американским археологом Дженет Ричардс в 1999 году. Помимо мастабы Уны она также откопала гробницу его отца — визиря Юу. В северо-восточной части усыпальницы Уны организован сердаб. На одной из стен гробницы иероглифами выбита его «автобиография» — образец исторической и литературной ценности, считается самым длинным документом древности. Сегодня выставлен в Каирском музее (CG1435).

### Иноязычная
- Janet E. Richards. Text and Context in late Old Kingdom Egypt: The Archaeology and Historiography of Weni the Elder (англ.) // Journal of the American Research Center in Egypt. — Boston, 2004. — No. 39. — P. 75—102. — ISSN 0065-9991.
- Christoph H. Reintges. De autobiografische Inscriptie van Weni. — Mededelingen en verhandelingen van het Vooraziatisch-Egyptisch Genootschap «Ex Oriente Lux». — Leiden: Leuven, 2003. — С. 44—56. — ISBN 90-429-1346-0.
- K. van Dam. De Autobiografie van Weni (нид.) // De ibis. — Amsterdam, 1993. — Nr. 18. — P. 137—145.
- Christopher Eyre. Weni’s Career and Old Kingdom Historiography. — The unbroken reed studies in the culture and heritage of Ancient Egypt in honour of A. F. Shore. — London, 1994. — С. 107—124. — ISBN 0-85698-124-9.